# 三个有利于
三个有利于，即“有利于发展社会主义社会的生产力，有利于增强社会主义国家的综合国力，有利于提高人民的生活水平。”这个概念是1992年初，邓小平在视察南方时所提出来的，主要是针对当时中国共产党党内外不少人在改革开放问题上不敢闯、迈不开步子，以及理论界对姓社姓资问题的争论。邓小平提出：“要看是姓‘资’还是姓‘社’的问题。判断的标准，应该主要看是否有利于发展社会主义社会的生产力，是否有利于增强社会主义国家的综合国力，是否有利于提高人民的生活水平。”

## 四个有利于
2016年12月5日，习近平在中央全面深化改革领导小组第三十次会议上提出“四个有利于”：多推有利于增添经济发展动力的改革，多推有利于促进社会公平正义的改革，多推有利于增强人民群众获得感的改革，多推有利于调动广大干部群众积极性的改革。

## 延伸阅读
- 邓小平理论小辞典：三个有利于标准是什么？（页面存档备份，存于）